# امراخ
امراخ (به لاتین: Amrakh) یک منطقهٔ مسکونی در افغانستان است که در ولایت بلخ واقع شده‌است.